# Magallanes, Chavinda
Magallanes är en ort i Mexiko.   Den ligger i kommunen Chavinda och delstaten Michoacán de Ocampo, i den centrala delen av landet, 400 km väster om huvudstaden Mexico City. Magallanes ligger 1 579 meter över havet och antalet invånare är 313.
Terrängen runt Magallanes är huvudsakligen kuperad, men österut är den platt. Runt Magallanes är det ganska tätbefolkat, med 80 invånare per kvadratkilometer. Närmaste större samhälle är Chavínda, 5,6 km söder om Magallanes. I omgivningarna runt Magallanes växer huvudsakligen savannskog.